# Lok-Sabha-Wahlkreis Davanagere
Der Lok-Sabha-Wahlkreis Davanagere (auch Davangere) ist ein Wahlkreis bei den Wahlen zur Lok Sabha, dem Unterhaus des indischen Parlaments. Er liegt im Bundesstaat Karnataka und ist deckungsgleich mit dem Distrikt Davanagare.
Bei der letzten Wahl zur Lok Sabha waren 1.522.712 Einwohner wahlberechtigt.

## Letzte Wahl
Die Wahl zur Lok Sabha 2014 hatte folgendes Ergebnis:
| Kandidat              | Partei                | Stimmen |
| --------------------- | --------------------- | ------- |
| G. M. Siddeswara      | BJP                   | 46,5 %  |
| S. S. Mallikarjuna    | INC                   | 45,0 %  |
| Mahima J. Patel       | JD(S)                 | 4,2 %   |
| Sonstige              | Sonstige              | 3,9 %   |
| Keiner der Kandidaten | Keiner der Kandidaten | 0,4 %   |

## Wahl 2009
Die Wahl zur Lok Sabha 2009 hatte folgendes Ergebnis:
| Kandidat               | Partei   | Stimmen |
| ---------------------- | -------- | ------- |
| G. M. Siddeswara       | BJP      | 46,7 %  |
| S. S. Mallikarjuna     | INC      | 46,5 %  |
| K. B. Kallerudreshappa | JD(S)    | 1,2 %   |
| Sonstige               | Sonstige | 5,6 %   |

## Bisherige Abgeordnete
| Wahl | Name                       | Partei | Stimmen |
| ---- | -------------------------- | ------ | ------- |
| 1977 | Kondajji Basappa           | INC    | 59,2 %  |
| 1980 | T. V. Chandrashekarappa    | INC(I) | 55,6 %  |
| 1984 | Channaiah Odeyar           | INC    | 54,1 %  |
| 1989 | Channaiah Odeyar           | INC    | 52,3 %  |
| 1991 | Channaiah Odeyar           | INC    | 39,9 %  |
| 1996 | G. Mallikarjunappa         | BJP    | 36,8 %  |
| 1998 | Shamanur Shiva Shankarappa | INC    | 42,2 %  |
| 1999 | G. Mallikarjunappa         | BJP    | 46,9 %  |
| 2004 | G. M. Siddeswara           | BJP    | 40,7 %  |
| 2009 | G. M. Siddeswara           | BJP    | 46,7 %  |
| 2014 | G. M. Siddeswara           | BJP    | 46,5 %  |

## Wahlkreisgeschichte
Der Wahlkreis Davanagere besteht seit der Lok-Sabha-Wahl 1977.